# Spoorlijn Nürnberg - Würzburg
De spoorlijn Nürnberg - Würzburg is een Duitse spoorlijn als spoorlijn 5900 (Nürnberg Hbf - Fürth (Bay) Hbf) en spoorlijn 5910 (Fürth (Bay) Hbf - Würzburg Hbf) onder beheer van DB Netze.

## Geschiedenis
Het traject werd vanuit Nürnberg door de Ludwig-Süd-Nord-Bahn en vanuit Würzburg door de Ludwigs-West-Bahn in fases geopend:
- 1 juli 1854: Rottendorf - Würzburg, 8,0 km lang, als onderdeel door de Ludwigs-West-Bahn
- 1 oktober 1862: Nürnberg - Fürth, 7,7 km lang, als onderdeel door de Ludwigs-Nord-Süd-Bahn
- 1 juli 1864: Würzburger Bahnhof
- 19 juni 1865: Fürth - Rottendorf als onderdeel van het traject Nürnberg - Würzburg

## Treindiensten

### DB
De Deutsche Bahn verzorgt het personenvervoer op dit traject met RE / RB treinen.

#### S-Bahn Nürnberg
Op dit traject rijdt de volgende S-Bahn:

## Aansluitingen
In de volgende plaatsen is of was er een aansluiting van de volgende spoorlijnen:

### Nürnberg
- Nürnberg - Augsburg, spoorlijn tussen Nürnberg en Augsburg
- Nürnberg - Bamberg, spoorlijn tussen Nürnberg en Bamberg
- Nürnberg - Cheb, spoorlijn tussen Nürnberg en Cheb
- Nürnberg - Crailsheim, spoorlijn tussen Nürnberg en Crailsheim
- Nürnberg - Feucht, spoorlijn tussen Nürnberg en Feucht
- Nürnberg - München, spoorlijn tussen Nürnberg via Ingolstadt en München
- Nürnberg - Roth, spoorlijn tussen Nürnberg en Roth
- Nürnberg - Schwandorf, spoorlijn tussen Nürnberg en Schwandorf
- Nürnberg - Regensburg, spoorlijn tussen Nürnberg en Regensburg
- Verkehrs-Aktiengesellschaft Nürnberg (VAG), tram en U-Bahn in en rond Nürnberg

### Fürth
Fürth (Bay) Hbf
- Nürnberg - Bamberg spoorlijn tussen Nürnberg en Bamberg
- Rangaubahn, spoorlijn tussen Fürth (Bayern) en Cadolzburg
- Ringbahn Nürnberg, spoorlijn rond Nürnberg
- Verkehrs-Aktiengesellschaft Nürnberg (VAG), tram en U-Bahn in en rond Nürnberg

### Siegelsdorf
- Zenngrundbahn, spoorlijn tussen Siegelsdorf en Markt Erlbach

### Neustadt
Neustadt (Aisch) Bahnhof
- Aischtalbahn, spoorlijn tussen Neustadt (Aisch) en Demantsfürth-Uehlfeld
- Neustadt (Aisch) - Steinach bij Rothenburg, spoorlijn tussen Neustadt (Aisch) en Steinach bij Rothenburg

### Kitzingen
- Kitzingen - Schweinfurt, spoorlijn tussen Kitzingen - Schweinfurt
- spoorlijn naar Kitzingen haven

### Dettelbach
- Dettelbach - Dettelbach Stadt, spoorlijn tussen Dettelbach Bahnhof en Dettelbach Stadt

### Rottendorf
- Würzburg - Bamberg, spoorlijn tussen Würzburg - Bamberg

### Würzburg
- Würzburg - Hannover, HSL spoorlijn tussen Würzburg - Hannover
- Würzburg - Stuttgart, spoorlijn tussen Würzburg - Stuttgart
- Würzburg - Aschaffenburg, spoorlijn van Würzburg via Aschaffenburg naar Hanau
- Würzburg - Nürnberg, spoorlijn tussen Würzburg - Nürnberg
- Würzburg - Bamberg, spoorlijn tussen Würzburg - Bamberg
- Würzburg - Treuchtlingen, spoorlijn tussen Würzburg - Treuchtlingen
- Würzburger Straßenbahn GmbH, tram in en rond Würzburg

## Elektrische tractie
Het traject werd geëlektrificeerd met een spanning van 15.000 volt 16 2/3 Hz wisselstroom.

## Afbeeldingen

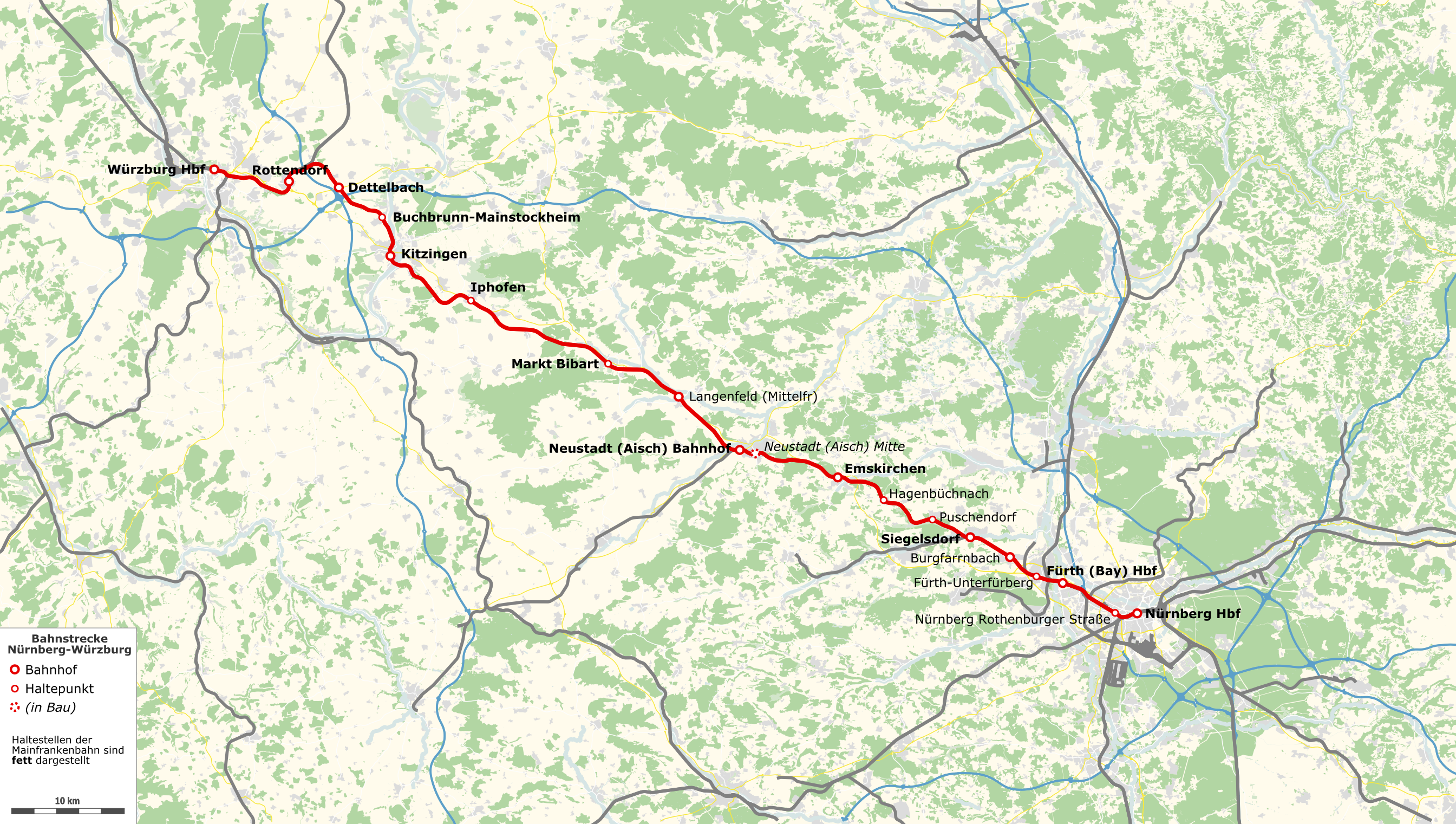
Trajectkaart
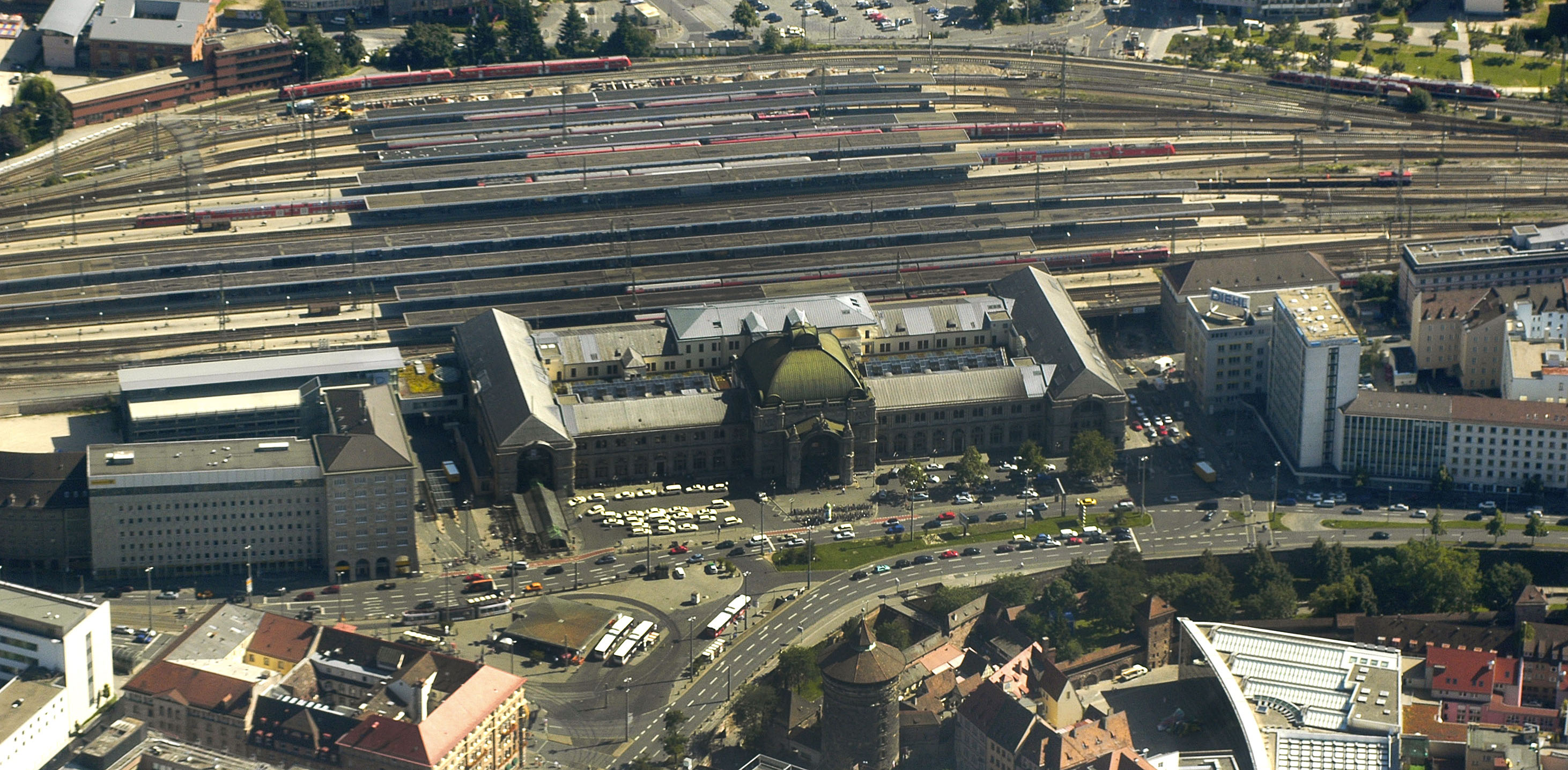
Nürnberg Hauptbahnhof
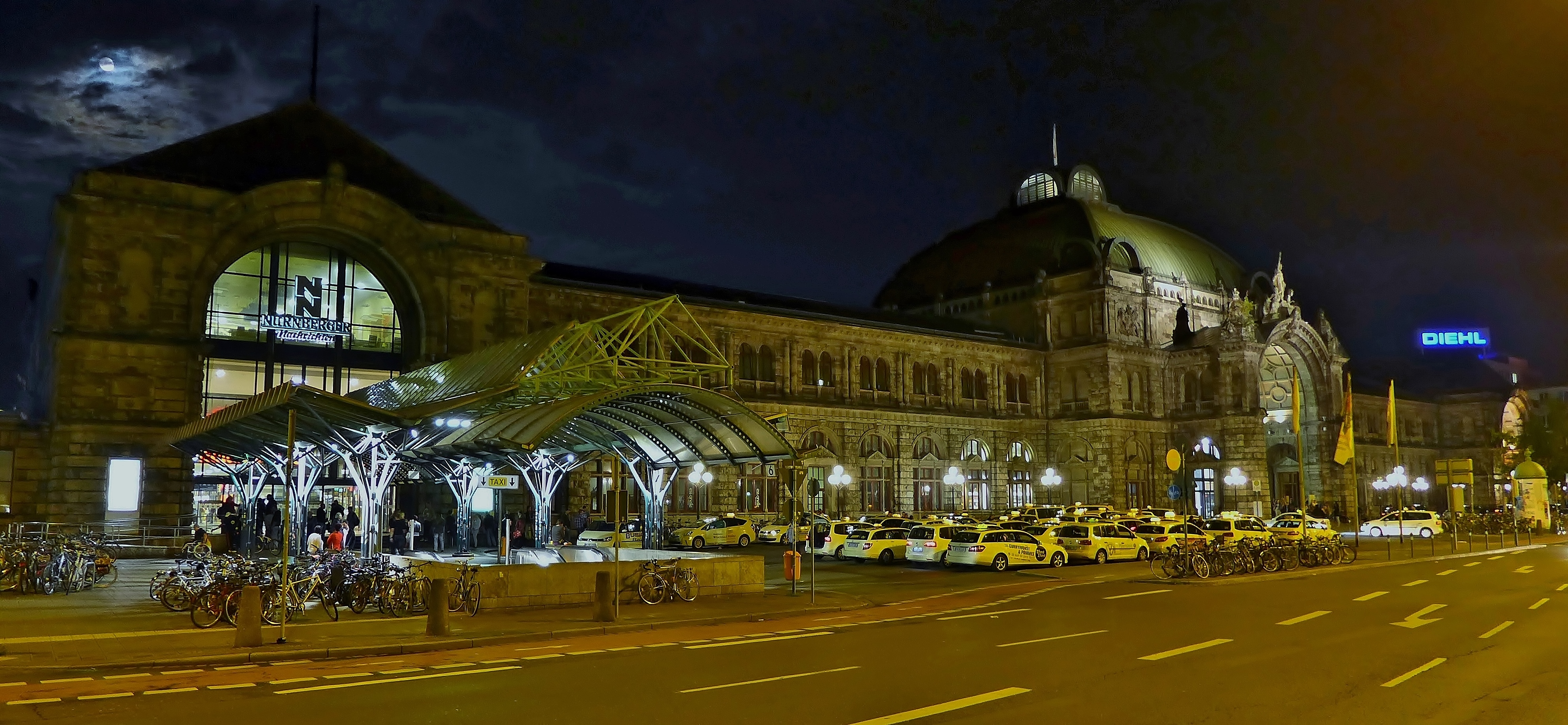
Nürnberg Hauptbahnhof
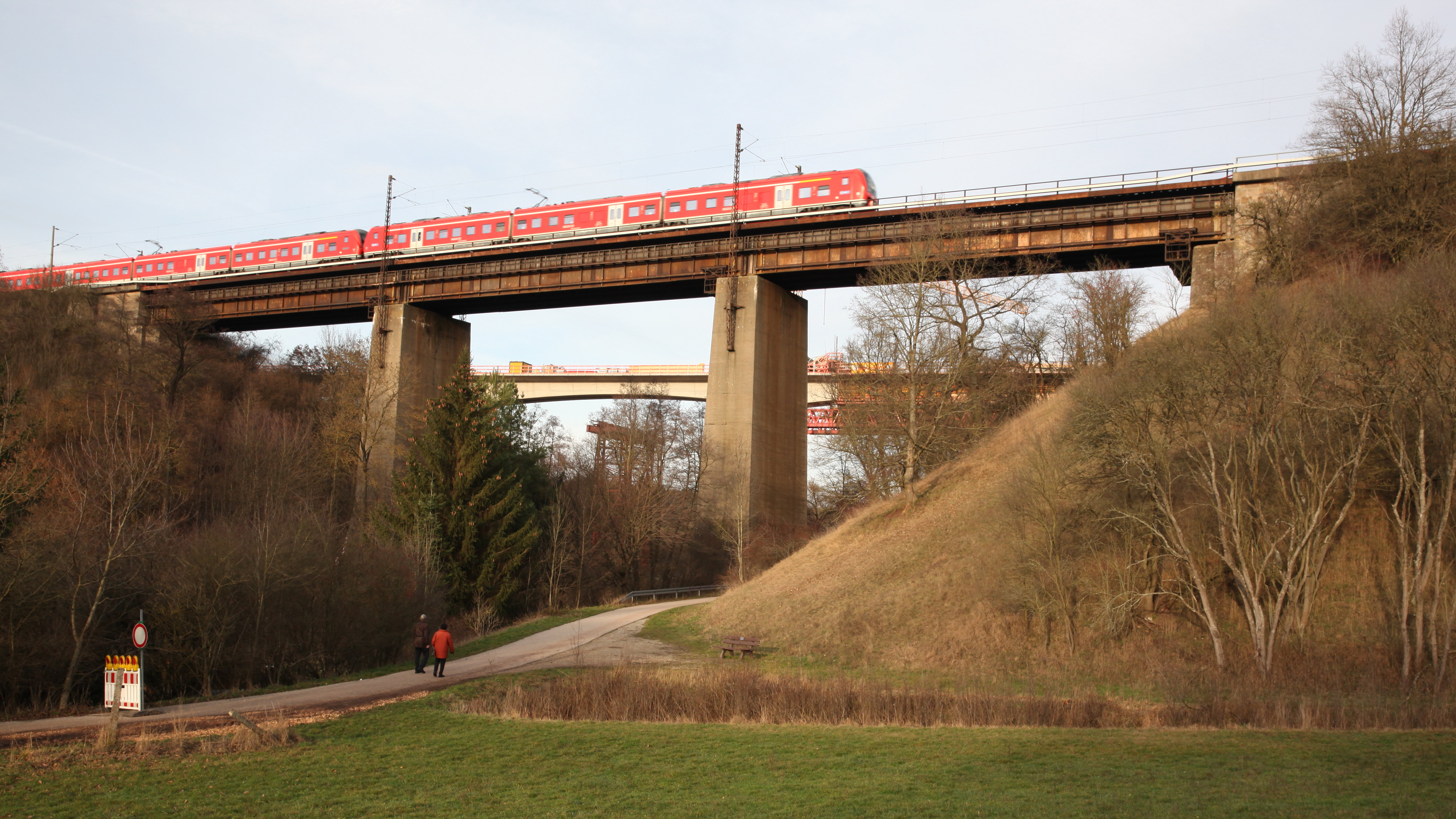
Aurachtalbrücke bij Emskirchen
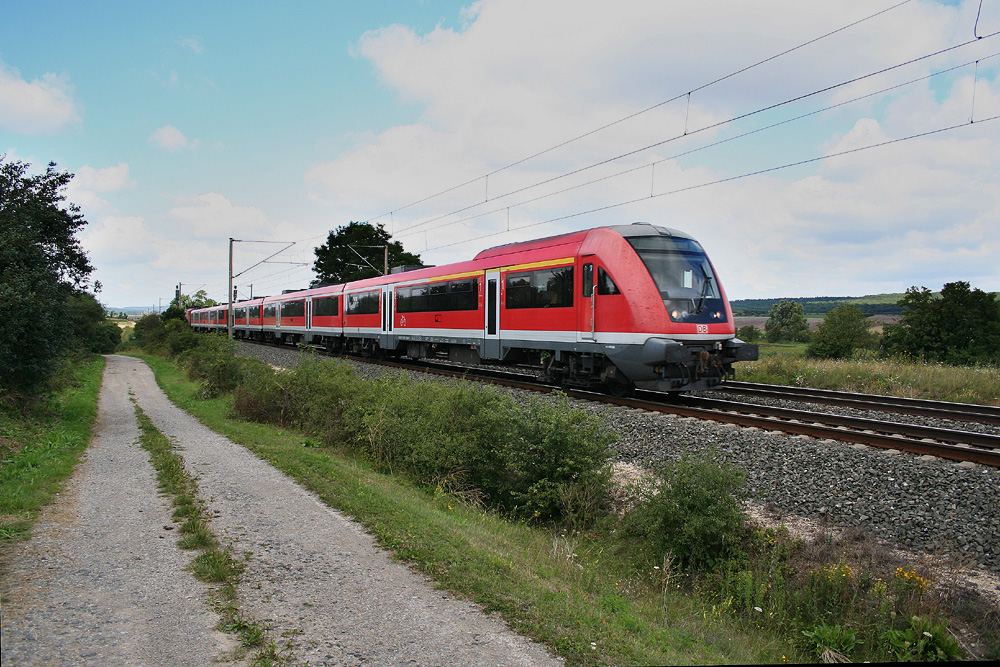
Trein bij Markt Bibart
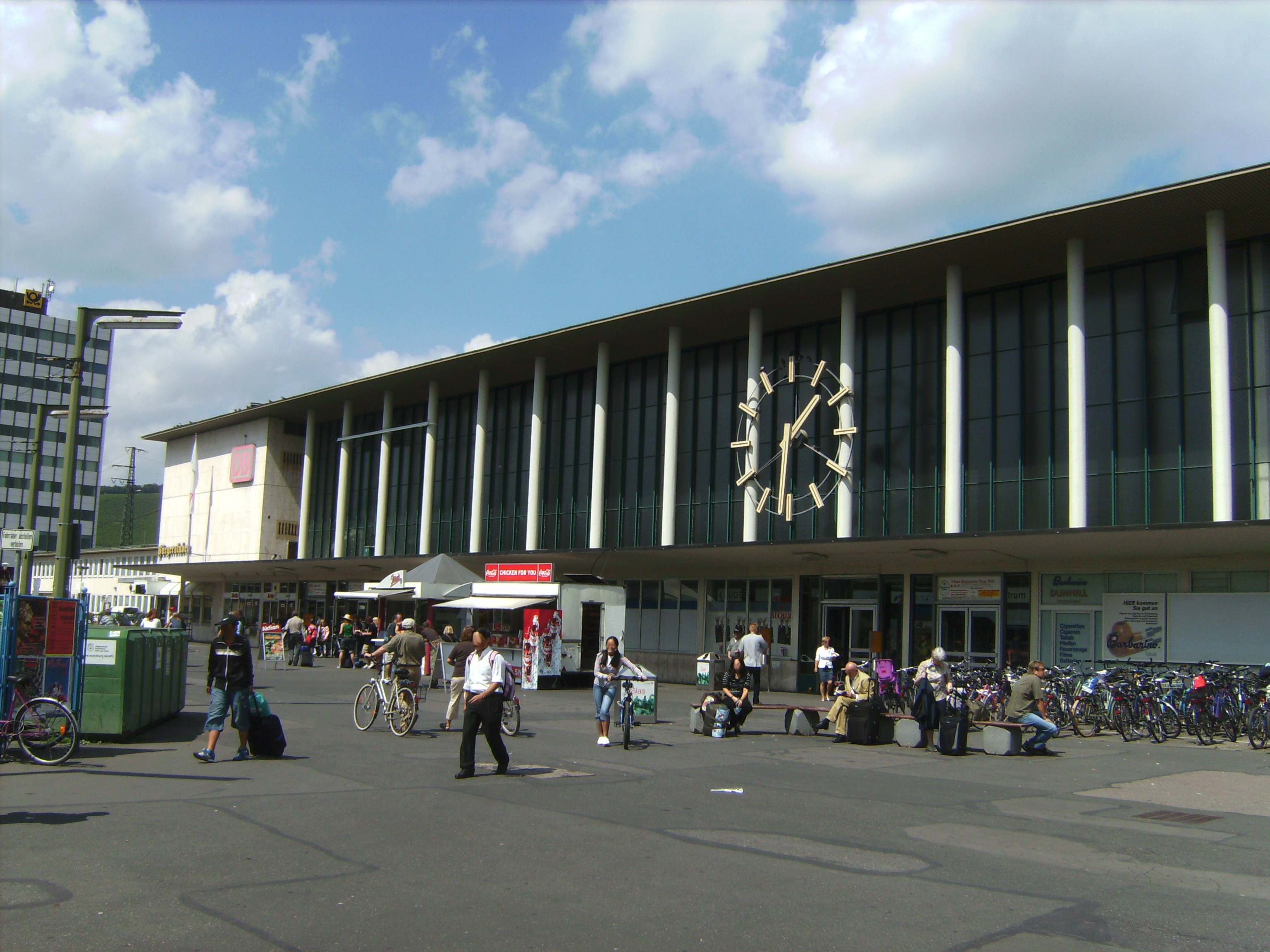
Würzburg Hauptbahnhof, 2007